# Placynthiella
Placynthiella Elenkin (ziarniak) – rodzaj grzybów z rodziny Trapeliaceae. Ze względu na współżycie z glonami zaliczany jest do grupy porostów. W Polsce występują 4 gatunki.

## Systematyka i nazewnictwo
Pozycja w klasyfikacji według Index Fungorum: Trapeliaceae, Baeomycetales, Ostropomycetidae, Lecanoromycetes, Pezizomycotina, Ascomycota, Fungi.
Synonimy nazwy naukowej: Micarea Fr., 
Placynthiella Gyeln., 
Saccomorpha Elenkin.
Nazwa polska według W. Fałtynowicza.

## Gatunki
- Placynthiella arenicola Elenkin 1909[4]
- Placynthiella borsodensis Gyeln. 1939[4]
- Placynthiella dasaea (Stirt.) Tønsberg 1992 – ziarniak malutki
- Placynthiella hyporhoda (Th. Fr.) Coppins & P. James 1984
- Placynthiella icmalea (Ach.) Coppins & P. James 1984 – ziarniak drobny
- Placynthiella knudsenii Lendemer 2004[4]
- Placynthiella oligotropha (J.R. Laundon) Coppins & P. James 1984 – ziarniak próchnicowy, krążniczka próchnicowa
- Placynthiella uliginosa (Schrad.) Coppins & P. James 1984 – ziarniak humusowy, krążniczka humusowa

Nazwy naukowe na podstawie Index Fungorum.  Nazwy polskie według W. Fałtynowicza.